# 6509 Giovannipratesi
6509 Giovannipratesi este o planetă minoră (asteroid), cu un diametru de 15,004 km, din centura de asteroizi. A fost descoperită pe 12 februarie 1983 la Observatorul La Silla de Henri Debehogne și a fost numită după Giovanni Pratesi⁠(d). 
Obiectul prezintă o orbită caracterizată de o semiaxă mare de 2,7918798 UAi, o excentricitate de 0,23, o înclinație de 6,39045 ° în raport cu ecliptica.